# Animal (Conor Maynard)
Animal è un brano musicale del cantante inglese Conor Maynard in collaborazione con il rapper Wiley, pubblicato il 20 gennaio 2013 come quarto singolo estratto dal suo album studio di debutto, Contrast.

## Classifiche
| Classifica (2013) | Posizione massima |
| ----------------- | ----------------- |
| Belgio (Fiandre)  | 47                |
| Irlanda           | 27                |
| Slovacchia        | 46                |
| Regno Unito       | 6                 |